# Ruggero Marston
Ruggero Marston (nella versione originale inglese Roger Marston, in latino Rogerus de Marston; ... – 1303 circa) è stato un filosofo e teologo inglese, francescano.
Studiò al seguito di John Pecham a Parigi, negli anni attorno al 1270, e probabilmente anche ad Oxford qualche anno dopo. Generalmente seguì la visione di Pecham sull'Eucaristia,. Egli considerò, inoltre, il tempo come un assoluto. 